# Белое солнце пустыни
«Бе́лое со́лнце пусты́ни» — советский художественный фильм 1970 года в жанре истерн режиссёра Владимира Мотыля, повествующий о приключениях красноармейца Фёдора Ивановича Сухова, спасающего женщин из гарема бандита Абдуллы в годы Гражданской войны. Фильм снят на производственной базе студий «Мосфильм» и «Ленфильм», по сценарию, написанному Рустамом Ибрагимбековым и Валентином Ежовым.
Съёмочный коллектив и актёрский ансамбль были удостоены Государственной премии Российской Федерации 1998 года.

## Сюжет
Начало 1920-х, восточный берег Каспийского моря (бывшая Закаспийская область Российской империи). Несмотря на то, что Гражданская война закончилась, в Средней Азии всё ещё орудуют банды басмачей. Красноармеец Фёдор Иванович Сухов идёт через пустыню, возвращаясь к любимой жене, Катерине Матвеевне, под Самару. Фёдор — опытный солдат, что и позволило ему уцелеть на войне. По дороге Сухов спасает местного жителя Саида, закопанного по шею в песок. Тот рассказывает, что на мучительную смерть его обрёк бандит Джавдет, который убил его отца и забрал всё имущество. Саид, чувствуя себя должником Сухова, ничего ему не обещает, но собирается при случае отдать долг.
Далее Сухов встречает красного командира Рахимова и его отряд. Рахимов уговаривает Сухова помочь ему накрыть Абдуллу или хотя бы сопроводить гарем Абдуллы до приморского посёлка Педжент. Абдулла, собравшись бежать за границу, уже успел убить двух жён и планирует убить всех остальных, поскольку они связывают его своим присутствием. Сухов поначалу отказывается, заявив, что идёт домой. Однако Рахимов оставляет ему жён Абдуллы и молодого красноармейца Петруху, после чего уезжает. Сухов знает об Абдулле: он высочайший профессионал боя, примерно равный по силе ему самому. Басмача уважают и Саид (чей отец дружил с отцом Абдуллы), и даже красноармейцы, хотя он и враг. Говоря о Джавдете и Абдулле, Саид отмечает, что «Джавдет — трус, а Абдулла — воин». Сухов вынужденно сопровождает бывших жён Абдуллы в Педжент: солдат не может допустить убийства женщин. В скором времени в Педжент приходит и Абдулла со своей бандой, планируя здесь морем переправиться за границу. Фёдор понимает, что он остался с бандитами один на один: Петруха — необстрелянный парень, не имеющий никакого боевого опыта.
За оружием и поддержкой Сухов обращается на бывший пост царской таможни к его старому начальнику, Павлу Артемьевичу Верещагину. Тот вначале предлагает свою помощь, но жена Настасья отговаривает его. Тогда Сухов ремонтирует старый пулемёт «Льюис», находит ящик с динамитом и минирует «Тверь» — единственный баркас у берега. Теперь, если басмачи сядут на баркас и заведут мотор, они неминуемо погибнут. Сухов захватывает Абдуллу в плен и сажает в подвал, но тот сбегает, заманив и убив самую молодую из жён — Гюльчатай, с которой пытался познакомиться Петруха, а чуть позже закалывает штыком самого Петруху.
Сухов выводит гарем из Педжента по подземному ходу, который ему показал Лебедев, хранитель местного музея. Приехавший Абдулла, ничего не добившись от Лебедева и не зная жалости, убивает беззащитного старика. Беглецы укрываются в старом нефтяном резервуаре, где их осаждают бандиты. Абдулла решает поджечь резервуар, облив его нефтью из стоящей рядом цистерны. Но в бой неожиданно вступает Саид: он хотя и считает, что Фёдор ввязался не в своё дело, но всё равно хочет вернуть долг. Саид убивает часть людей Абдуллы, серьёзно сокращая численность банды, а также поджигает цистерну, лишая возможности бандитов продолжать обливать резервуар с гаремом. Тем временем Сухов вылезает из резервуара и шквальным огнём из пулемёта истребляет большую часть басмачей.
Тем временем, узнав от Сухова о гибели Петрухи, в котором он видел своего сына, Верещагин, наконец, понимает, кого он должен поддержать. Силач-таможенник отбивает у басмачей баркас, сбрасывая их за борт, и направляет судно к берегу, не зная, что оно заминировано. Сухов, срывая голос, кричит Верещагину о динамите, но, не будучи услышанным, получает от Махмуда ранение в плечо. Верещагин, баркас и цепляющиеся за него бандиты уничтожены взрывом. Абдулла и его помощник Махмуд — единственные оставшиеся в живых. Абдулла поднимается на цистерну, чтобы уничтожить жён. Сухов ранен, но легко может убить его, однако честь русского солдата не позволяет стрелять в спину. Поэтому он окликает Абдуллу, после чего убивает его и Махмуда выстрелом из револьвера. Гарем возвращается под опеку Рахимова.
Сухов предлагает Саиду помочь с Джавдетом, но тот отказывается, поскольку из соображений кровной мести должен убить Джавдета своими руками. Сухов возобновляет свой путь на родину.

## В ролях
- Анатолий Кузнецов — Фёдор Иванович Сухов, красноармеец Закаспийского интернационального революционного пролетарского полка имени Августа Бебеля
- Павел Луспекаев — Павел Артемьевич Верещагин, бывший начальник дореволюционного таможенного поста
- Спартак Мишулин — Саид
- Кахи Кавсадзе — Чёрный Абдулла, бандит и главный антагонист фильма (озвучивает Михаил Волков)
- Паша Абдулрагимов — Махмуд, бандит и правая рука Чёрного Абдуллы
- Раиса Куркина — Настасья, жена Верещагина
- Николай Годовиков — красноармеец Петруха
- Татьяна Федотова — Гюльчатай, девятая по старшинству жена Абдуллы (озвучивает Надежда Румянцева)[5]
- Муса Дудаев — красный командир Рахимов (озвучивает Игорь Ефимов)
- Николай Бадьев — Лебедев, хранитель музея, убитый Абдуллой (озвучивает Алексей Кожевников)
- Владимир Кадочников — подпоручик Семён
- Игорь Милонов — Аристарх, бандит
- Виталий Матвеев — бандит
- Галина Лучай — Катерина Матвеевна, жена Сухова

### Жёны Абдуллы
- Зарина (Алла Лименес)[6][7]
- Джамиля (Татьяна Кричевская, в отдельных эпизодах фильма — Галина Дашевская и Галина Умпелева)
- Гюзель (Марина Ставицкая)
- Саида (Светлана Сливинская)[8]
- Хафиза (Велта Деглава)
- Зухра (Татьяна Ткач)[9]
- Лейла (Лидия Смирнова)[10]
- Зульфия (Зинаида Рахматова)
- Гюльчатай (Татьяна Федотова, в отдельных эпизодах фильма — Татьяна Денисова)

## Съёмочная группа
- Режиссёр — Владимир Мотыль
- Авторы сценария — Валентин Ежов, Рустам Ибрагимбеков
- Оператор — Эдуард Розовский
- Художники-постановщики — Валерий Кострин, Белла Маневич
- Композитор — Исаак Шварц
- Художник по костюмам — Вадим Линденбаум
- Текст песни — Булат Окуджава
- Текст писем Сухова — Марк Захаров

## Создание

### Предыстория
Во второй половине 1960-х на волне популярности дилогии «Неуловимые мстители» (1966) советское кинематографическое руководство обращается к жанру «истерна» (тогда такого термина ещё не существовало). С 1966 года в кинематографической системе СССР начала работать ЭТК (Экспериментальная творческая киностудия). Она представляла собой коммерческое предприятие с широкой свободой действий по подбору кадров и выбору творческого материала и могла не согласовывать свои действия с Госкино СССР.
В 1967 году руководство ЭТК приглашает к работе над сценарием нового фильма Андрея Михалкова-Кончаловского и Фридриха Горенштейна.
Первоначальный вариант сценария под рабочим названием «Басмачи» руководство киностудии не устроил, и Кончаловскому дали новых соавторов: Валентина Ежова и Рустама Ибрагимбекова. Сценаристы начали собирать материал. В разговоре с ветераном Гражданской войны Валентин Ежов услышал историю о том, как басмач бросил в пустыне во время бегства свой гарем. Эта история привлекла сценариста и стала сюжетообразующим началом для нового сценария.
Официально работа над сценарием началась 7 июня 1967 года и была закончена в июле. Кончаловский покинул проект ещё до окончания работы над сценарием, получив предложение об экранизации романа Ивана Тургенева «Дворянское гнездо». 1 августа того же года сценарий был принят в работу, и начались поиски режиссёра. Предложения возглавить съёмки последовательно отклонили Витаутас Жалакявичюс, Юрий Чулюкин и даже Андрей Тарковский.
После долгих обсуждений предложение стать режиссёром было сделано Владимиру Мотылю. Картина «Женя, Женечка и „катюша“» уже принесла ему определённую известность, и руководство студии полагало, что опытный режиссёр не испортит картину, хотя Мотыль был из категории «неблагонадёжных».
В то время он мечтал о постановке фильма о декабристах «Звезда пленительного счастья», но при отсутствии других предложений, испытывая затруднения денежного характера, согласился. В первом прочтении сценарий понравился, но Мотыль считал, что такое кино снимать ему не разрешат. По опыту предыдущих картин можно было догадаться, что подобный сюжет в глазах советской цензуры мог выглядеть осквернением образа солдат Гражданской войны.
Тем не менее Григорию Чухраю (руководителю ЭТК) и Валентину Ежову удалось уговорить Мотыля, пообещав ему полную свободу действий на съёмочной площадке. На этом этапе судьба картины оказалась под большим вопросом.
14 сентября 1967 года сценарий картины под новым рабочим названием — «Пустыня» — было предложено включить в тематический план Комитета по кинематографии СССР на следующий год. В ответ неожиданно было предложено договориться о совместных съёмках этого фильма с одной из киностудий республик Средней Азии.
В результате сложных переговоров сценарий был переработан так, что доля национального колорита уменьшилась, а роли русских героев (Сухова и Верещагина) стали более выпуклыми. Сценарий был принят в работу на 1968 год, а окончательное название картины — «Белое солнце пустыни» — было предложено первым заместителем председателя Госкино, Владимиром Баскаковым.

### Подбор актёров

Павел Луспекаев в роли Верещагина

Пробы начались в январе 1968 года. На главную роль красноармейца Сухова пробовались Георгий Юматов и Анатолий Кузнецов. Первый из них был более известен как актёр, снявшись в 1950-х и 1960-х годах в нескольких героико-приключенческих картинах в главных ролях. К концу 1960-х от героических ролей он начал переходить к характерным, и его слава стала несколько блёкнуть.
Юматов имел репутацию человека, склонного к алкоголизму, и мог сорвать съёмки. По словам режиссёра фильма Владимира Мотыля, в ночь перед первой съёмкой Юматов ввязался в драку на поминках, в которой ему разбили лицо; тогда Владимир Яковлевич выслал телеграмму с просьбой вернуться на роль актёра Анатолия Кузнецова.
По другой версии, через неделю после начала съёмок его обнаружили в состоянии тяжёлого опьянения с лицом, сильно пострадавшим после драки. О дальнейших съёмках не могло быть и речи, и Владимир Мотыль вновь обратился к Кузнецову, чью кандидатуру первоначально отклонили на пробах. Тот не был занят и потому согласился принять участие в съёмках.
На роль Саида пробовался Игорь Ледогоров, а на роль Верещагина — Ефим Копелян. Однако роль Саида досталась актёру Театра сатиры Спартаку Мишулину, а роль Верещагина — актёру Ленинградского БДТ Павлу Луспекаеву. Он был хорошо известен как театральный актёр, но его кинематографическая карьера была не слишком успешной.
К моменту начала съёмок Луспекаев был уже тяжело болен — после ампутации пальцев на обеих ступнях ходить мог только с тростью.
Мотыль предложил Луспекаеву сняться на костылях и даже хотел соответствующим образом изменить сценарий. Актёр отмёл все эти варианты и поставил условие, что сниматься будет без каскадёров. Режиссёр согласился, и личность Павла Луспекаева и его актёрская игра серьёзно повлияли на сценарий. Наблюдая за воплощением роли Верещагина, режиссёр увеличил первоначально незаметную роль таможенника практически до главной. Даже имя персонажу сменили: из Александра он стал Павлом.
Многие из участвовавших в съёмках не были профессиональными актёрами. Только три «жены Абдуллы» из девяти были актрисами. Так как после съёмок основных сцен девушкам нужно было срочно возвращаться на работу, в эпизодах отсутствующих «жён» пришлось дублировать солдатами. Местные девушки отказались участвовать в съёмках, и «жён» подбирали со всего Союза (одну из них нашли в Латвии). Галина Лучай работала редактором студии «Останкино» и после долгих уговоров согласилась сыграть роль жены Сухова.
Подбор актёра на важную роль второго плана, Петрухи, шёл сложно. На неё даже пробовался Савелий Крамаров. Режиссёром Владимиром Мотылём был утверждён уже актёр Юрий Чернов, но он всё-таки выбрал цирковой путь.
В результате роль досталась Николаю Годовикову, также непрофессионалу, работавшему слесарем на заводе.
«Белое солнце пустыни» — последнее общее появление Годовикова и Луспекаева на экране. До этого они совместно снялись в фильме «Республика ШКИД» (1966), где Годовиков исполнил эпизодическую роль одного из беспризорников, в то время как Луспекаев сыграл Косталмеда.

### Музыка
Оркестровые партии для саундтрека были исполнены музыкальным коллективом Ленинградского академического Малого театра оперы и балета под управлением Лео Корхина. Владимир Мотыль уже работал с творческим тандемом Исаака Шварца и Булата Окуджавы. Ими была написана песня «Капли датского короля» для его предыдущего фильма «Женя, Женечка и „катюша“». Песня «Ваше благородие» была написана специально для фильма, а исполнил её Павел Луспекаев. Партию гитары, звучащую в песне, записал гитарист Алексей Якушев, игравший в то время в известном Московском трио гитаристов и много работавший в кино.
Как впоследствии признавался Шварц, песню он написал, представляя себе, как её будет петь Павел Луспекаев. Актёр тоже не первый раз работал с Исааком Шварцем, который писал музыку и песни для спектаклей БДТ. Песня Верещагина стала одной из самых популярных мелодий советского кинематографа и приобрела самостоятельную известность.

### Места съёмок

Первая по времени снятая сцена фильма — сон Сухова. В розовом платке Гюльчатай, а первая актриса, исполнившая эту роль, — Татьяна Денисова (в титрах не указана)

Съёмки фильма на производственной базе студии «Ленфильм» начались 24 июля 1968 года в Ленинградской области, (деревня Мистолово, Всеволожский район). Первые отснятые сцены фильма — сон Сухова, где он отбивает серп и затем пьёт чай вместе с супругой и остальным гаремом.
Сразу после этого съёмочная группа отправилась в первую командировку в Дагестан в окрестности Махачкалы на побережье Каспийского моря. Здесь были созданы декорации маленького среднеазиатского городка Педжента, возле которого по сценарию должны были развернуться основные события. Саида закапывали в песках бархана Сарыкум. Часть картины снята в Туркменистане, на территории Древнего Мерва. Существует миф о том, что местом съёмки служила Куршская коса.
Съёмки шли тяжело и были плохо организованы. Осенью 1968 года в СССР создавалась киноэпопея «Освобождение», куда были брошены лучшие кинематографические силы и все ресурсы. «Белому солнцу…» даже не досталось съёмочного крана — его пришлось мастерить прямо на площадке из подручных средств. К участию в съёмках привлекли эскадрон — подразделение знаменитого кавалерийского полка, созданного для съёмок фильма «Война и мир». Однако в итоге в картину так и не вошли сколько-нибудь сложные конные трюки. При этом в ходе съёмок один из кавалеристов-каскадёров по неосторожности погиб.
Впоследствии при разбирательстве о перерасходе средств на съёмки всё это вменили в вину Владимиру Мотылю. Дисциплина в творческой группе хромала — вне съёмок актёры постоянно участвовали в пьянках и драках в соседних ресторанах. Эпизод, где у Верещагина во время схватки на баркасе кровоточит лицо, натурален — накануне в драке с местными хулиганами Луспекаеву рассекли бровь.
В ноябре 1968 года съёмки были закончены, а с ноября того же года по январь следующего шли павильонные съёмки, а также запись музыки и песни.
Рабочий материал отсмотрела комиссия творческого объединения и осталась недовольна результатами. 15 января 1969 года Григорий Чухрай, художественный руководитель ЭТК, указал в письме режиссёру, что качество отснятого материала неудовлетворительно и картина находится под угрозой перерасхода средств. Следовательно, она может быть закрыта. Режиссёра обвинили в профессиональной непригодности — материал, запланированный к съёмке в ходе командировки, не был готов. Фильм, уже снятый на две трети, оказался законсервирован на четыре месяца.
Руководство ЭТК рассматривало вариант передать незаконченный фильм другому режиссёру. Вопрос обсуждался с Владимиром Басовым, но тот отказался. Владимир Мотыль пошёл по инстанциям вплоть до министра кинематографии СССР Алексея Романова, пытаясь доказать перспективность работы. Всё было бесполезно.
Студия уже была готова свернуть работу над фильмом, когда в дело неожиданно вмешалось Министерство финансов, отказавшееся списать более 300 тысяч истраченных рублей. Было решено пересмотреть бюджет, выделить дополнительные средства и закончить фильм. Комиссия указала режиссёру на то, что картина получается слишком трагической, и требовалась её серьёзная доработка.
Чтобы удовлетворить требования, было необходимо переснять несколько ключевых сцен, в том числе полностью изменить концовку. Так, в первоначальном варианте Настасья (жена Верещагина) от горя сходит с ума, а жёны Абдуллы вылезают из нефтяного танка, в отчаянии бросаются к мёртвому мужу и рыдают. Финальная схватка Абдуллы и Сухова выглядела совсем иначе. Все эти сцены не вошли в окончательный вариант или были полностью переделаны.
18 мая 1969 года съёмочная группа вылетела во вторую командировку, но теперь уже на восточный берег Каспийского моря — в Туркмению в район города Байрам-Али. В результате столь большой паузы в работе группа лишилась актрисы, игравшей Гюльчатай. Вместо Татьяны Денисовой на роль утвердили 17-летнюю студентку Вагановского училища Татьяну Федотову. С мая по июль прошла вторая экспедиция, в результате которой фильм значительно изменился, и у него фактически появилась другая концовка.
Съёмки завершились в сентябре 1969 года, но на этом проблемы не закончились. Даже после второй экспедиции материалы не удовлетворили руководство студии. Владимиру Мотылю пришлось внести ещё около 30 правок. Фильм начинали снимать на базе студии «Ленфильм», а заканчивали на «Мосфильме» (в выходных данных значатся обе крупнейшие советские киностудии). 18 сентября 1969 года состоялась приёмка картины. Её отсмотрел директор «Мосфильма» Владимир Сурин. Он остался недоволен качеством и не подписал акт о приёмке.

## Премьера и прокат
В дальнейшую судьбу фильма вмешался глава государства, Леонид Брежнев. Он возмутился, почему он ещё не видел «Белое солнце пустыни» — в то время была принята практика, когда на дачах у высших партийных чиновников организовывались закрытые просмотры новинок советского и зарубежного кинематографа.
Брежнев был большим поклонником западных боевиков и вестернов в частности. В канун ноябрьских праздников ему из фильмотеки отправили новинку, и Генеральный секретарь остался в восторге от просмотра, что сняло последние препоны. Фильм был допущен в широкий прокат.
По утверждению космонавта Алексея Леонова, он под личную ответственность попросил одну копию из Госфильмофонда для закрытого проката в центре подготовки космонавтов, которые и обратились к Брежневу.
Для создателей и руководства ограниченная премьера картины состоялась 14 декабря 1969 года в ленинградском Доме кино. Премьера на широком экране в столице состоялась 30 марта следующего года. Из-за низкой оценки приёмной комиссии картина получила 2-ю категорию, что, по мнению создателей, снизило прокатные показатели.
В прокате 1970 года фильм занял 2-е место — 50 миллионов зрителей (лидером стало «Освобождение» Юрия Озерова).

Чем больше я думаю о причинах этого непредсказуемого успеха одной из девяти сделанных мною картин, тем больше мне представляется, что я как бы исполнитель чьей-то воли, мне, так сказать, помогал, нерукотворно помогал Господь.
— Владимир Мотыль

## Оценка и восприятие
В год выхода на широкий экран фильм вызвал неоднозначное восприятие у публики. По количеству зрителей он занял пятое место среди вышедших в прокат в 1970 году — 34,5 млн человек. А согласно ежегодному опросу журнала «Советский экран» только 4,1 % участвовавших в голосовании выбрали «Белое солнце пустыни» лучшим фильмом года (12 итоговое место), а, напротив, 4,5 % опрошенных признали его худшим фильмом года. С другой стороны газета «Советская культура» опубликовала опрос 16 профессиональных кинокритиков, которые оценили фильм в числе лучших (3-е место после «Начала» и «У озера»).
Фильм стал одним из самых известных в истории советского кинематографа, получив столь широкую популярность, что порой к нему применяют эпитет «культовый», а фразы героев устойчиво вошли в разговорный русский язык и стали крылатыми.

### Критика
Как во время съёмок, так и по окончании мнение критики и кинематографического руководства СССР о фильме было скорее скептическим. Даже после многочисленных переделок результат был далёк от того, что хотели увидеть на экране. Режиссёрская трактовка неубедительно реализовала весь потенциал, который был заложен в сценарии. Операторскую работу, монтаж и звукорежиссуру, по мнению специалистов, также нельзя отнести к образцам киноискусства.
Владимир Мотыль, приступая к фильму, собирался снимать именно вестерн: «При всём сопротивлении чистоте жанра я стремлюсь снять именно вестерн. Но не путём подражания. Мы идём другим путём, но жанр в конечном итоге останется, ради этого мы и затевали всю эту историю…»
Несмотря на то, что фильм изначально планировалось снять как вестерн — жанровая принадлежность конечного результата несколько расплывчата. Киноведы считали, что у «Белого солнца пустыни» много общего с такими фильмами, как «Профессия: репортёр» Антониони, «Под покровом небес» Бертолуччи и советским «Тринадцать» Михаила Ромма.
Кинокритик Майя Туровская, отзываясь о «Белом солнце пустыни», говорила о создании в СССР нового жанра, аналогов которому в мировом кино нет.

Думаю, что историко-революционный фильм — это единственный в собственном смысле жанр, который создало вообще советское кино. Все остальные жанры, так или иначе, существовали без него, а историко-революционный фильм стал в советском кино таким же жанром, как, предположим, в американском кино жанр вестерна.
— 
Соревноваться с Голливудом в создании классических вестернов, как хорошо понимали создатели фильма, было бы бесполезно. Привлекательность фильма в его парадоксальной противоречивости. С одной стороны, это явная пародия на вестерн и в то же время боевик и высоко патриотическая картина. Главный герой Сухов одновременно похож на неунывающего и сноровистого героя русских сказок и совершает настоящий подвиг на войне. Пафос истинного героизма преподносится с экрана с истинным вкусом и чувством меры. Зрителя привлекает столкновение восточной традиционной культуры и русского фольклора на фоне героико-приключенческого сюжета с традиционными погонями и перестрелками.
Положительные стороны картины — это стиль и проработанные мелочи, придающие сюжету глубину и драматизм. Например, интересная режиссёрская находка — письма Сухова супруге, которые читаются с его точки зрения, причём вполголоса. Идея разнообразить таким образом сюжет принадлежала режиссёру, а текст писем сочинил Марк Захаров.
Другое достоинство фильма — актёрская игра, в том числе персонажей второго плана, но прежде всего Павла Луспекаева, работа которого стала откровением для зрителя.

## Признание и значение
Фильм стал значимой частью советской культуры. В 1992 году во всероссийском опросе «Золотой билет», проводившемся телеканалом «Россия», «Белое солнце пустыни» победило в главной категории «Любимый фильм». По итогам опроса, посвященного столетию российского кино, для акции «Последний сеанс тысячелетия», состоявшейся в московском киноцентре «Дом Ханжонкова» 31 декабря 1999 года, был выбран именно фильм «Белое солнце пустыни». Говоря о народной любви к фильму, киновед Н. М. Зоркая констатирует, что он обрёл статус «культового фильма».
Несмотря на историко-революционную тему противостояния красноармейцев и басмачей фильм филигранно избежал противопоставления сторон как в национальном, так и в религиозном аспекте. Во время торжественного открытия одного из фестивалей исламского кинематографа в Казани специальное «шариатское жюри», проводившее предварительный отбор представленных на конкурс фильмов на предмет их соответствия религиозным канонам, после оглашения результатов своей работы пригласило всех гостей на коллективный просмотр «Белого солнца пустыни» — «лучшего мусульманского фильма всех времён и народов».
Жанр «истерна» и такие его представители, как «Неуловимые мстители», «Даурия», «Свой среди чужих, чужой среди своих» и «Белое солнце пустыни» стали значимым явлением советского кинематографа, вызвав волну подражаний 60—70-х годов как на центральных студиях, так и на киностудиях среднеазиатских республик.
Сразу после выхода на экраны СССР картину выдвигали на соискание Государственной премии СССР, но награду в 1970 году получила картина «У озера». В советское время фильм так и не был удостоен каких-либо официальных регалий. В конце концов фильм получил Государственную премию России после распада СССР в 1998 году.
Владимир Мотыль снял всего девять полнометражных лент, и следующей его работой стала реализация давней мечты: экранизация истории о декабристах. Но ни одна другая картина не сравнилась по популярности с «Белым солнцем». Для большинства актёров фильм фактически стал визитной карточкой и главной работой всей жизни. После успеха «Белого солнца» Павел Луспекаев получил множество предложений от режиссёров, но прожил он всего несколько месяцев и скончался в 1970 году во время съёмок в своём следующем фильме.
Главному герою фильма — красноармейцу Сухову — в 2012 году открыт памятник в Самаре.
Павел Верещагин стал символом таможенной службы в России и некоторых других странах. Возле отделения таможни в Кургане, Амвросиевке (Донецкой области) (в 2001 году), ныне Амвросиевский таможенный пост и Луганске (ЛНР) установлен памятник герою фильма. Ему же в 2014 году открыт памятник в Москве — в штаб-квартире Федеральной таможенной службы. Скульптурная композиция двум киногероям — Верещагину и Петрухе — открыта в 2019 году в Южно-Сахалинске].
Фильм стал одним из талисманов советских (и российских) космонавтов. Перед каждым стартом космонавты обязательно пересматривают фильм, кассета с ним есть даже на борту Международной космической станции. Командир корабля Союз ТМА-17 Олег Котов:

Просмотр «Белого солнца пустыни» стал для нас традицией в результате подготовок предыдущих экипажей по съёмкам. Этот фильм используется в качестве пособия для обучения космонавтов киносъёмкам. Как строить план, как работать с камерой, как выставлять сцены. Белое солнце пустыни — эталон операторской работы… …космонавты знают этот фильм более чем наизусть
Валерий Кубасов, Павел Попович и Алексей Губарев объясняют совсем иначе. Традиция пошла с экипажа корабля Союз-12. Это была психологически нелёгкая миссия после трагедии на Союз-11, унёсшей три жизни. Перед стартом Лазарев и Макаров смотрели «Белое солнце». Экипаж был сокращён до двух человек, но после удачного приземления они говорили, что с ними был третий член экипажа — товарищ Сухов, который подбадривал в трудные минуты. Так шутка сделала фильм талисманом и, похоже, довольно удачным. По словам Кубасова, с момента появления красноармейца Сухова на Байконуре ни один наш космонавт не погиб.
В 1997 году, в год 30-летия начала работы над фильмом, на карте Венеры в названиях кратеров были увековечены имена жён Абдуллы — Зарина, Джамиля, Гюзель, Саида, Хафиза, Зухра, Лейла, Зульфия, Гюльчатай, а также имя супруги Фёдора Сухова — Катя.
В 2004 году российской компанией «1С» была выпущена компьютерная игра «Белое солнце пустыни», созданная по мотивам фильма.

## Компьютерная игра
12 ноября 2004 вышла компьютерная игра от российского разработчика А. Ефремова, под издательством 1C Entertainment — «Белое Солнце Пустыни»). Игра, которая рассказывает о ключевых моментах фильма и предлагает выбрать альтернативный вариант развития событий, была создана к тридцатилетию его выхода. Актёры, озвучившие главных героев — Сухова и Саида — вернулись, чтобы вновь исполнить свои роли.